# Brian Bocock
Brian William Bocock, né le 9 mars 1985 à Harrisonburg  (Virginie) aux États-Unis, est un joueur de baseball évoluant à la position d'arrêt-court. En décembre 2013, il fait partie de l'organisation des Royals de Kansas City de la Ligue majeure de baseball.

## Carrière
Après des études secondaires à la Turner-Ashby High School de Bridgewater (Virginie), Brian Bocock suit des études supérieures à l'Université Stetson où il porte les couleurs des Hatters de 2004 à 2006.
Il est drafté le 6 juin 2006 par les Giants de San Francisco au neuvième tour de sélection. Il perçoit un bonus de 72 500 dollars à la signature de son premier contrat professionnel le 15 juin 2006.
Il passe deux saisons en Ligues mineures avant d'amorcer la saison 2008 avec les Giants, jouant son premier match de Majeures en carrière le 31 mars contre les Dodgers de Los Angeles. Le lendemain, 1er avril, il joue un premier match à l'arrêt-court pour San Francisco et réussit son premier coup sûr dans les grandes ligues, aux dépens du lanceur des Dodgers Derek Lowe.
Bocock joue 32 parties pour les Giants en 2008, frappant pour une moyenne au bâton de,143 avec 11 coups sûrs, deux points produits et quatre buts volés.
Il passe la saison 2009 dans les ligues mineures puis est cédé au ballottage par les Giants en janvier 2010. L'équipe qui le réclame le 7 janvier, les Blue Jays de Toronto, l'abandonnent à leur tour par la même procédure et il est récupéré par les Phillies de Philadelphie le 26 janvier.
En 2010, Bocock s'aligne principalement avec le club-école Triple-A des Phillies, les Lehigh Valley IronPigs de la Ligue internationale. Il dispute six parties avec les Phillies mais est blanchi en cinq apparitions au bâton.
Il commence la saison 2011 dans les mineures dans l'organisation des Phillies et son contrat est racheté par les Pirates de Pittsburgh en août. Il ne joue pas pour les Pirates mais s'aligne avec les Indians d'Indianapolis, leur club-école de la Ligue internationale.
Il signe un contrat des ligues mineures avec les Blue Jays de Toronto le 31 décembre 2011. En 2012, il joue dans les mineures pour un club-école des Blue Jays. On le retrouve, toujours en ligues mineures, dans l'organisation des Nationals de Washington et des Pirates de Pittsburgh en 2013. En décembre 2013, il est mis sous contrat par les Royals de Kansas City.

## Statistiques
| Saison | Équipe        | G  | AB | R | H  | 2B | 3B | HR | RBI | SB | BA   |
| ------ | ------------- | -- | -- | - | -- | -- | -- | -- | --- | -- | ---- |
| 2008   | San Francisco | 32 | 77 | 4 | 11 | 1  | 0  | 0  | 2   | 4  | .143 |
| 2010   | Philadelphie  | 6  | 5  | 2 | 0  | 0  | 0  | 0  | 0   | 0  | .000 |
| Totaux | Totaux        | 38 | 82 | 6 | 11 | 1  | 0  | 0  | 2   | 4  | .134 |

Note : G = Matches joués ; AB = Passages au bâton; R = Points ; H = Coups sûrs ; 2B = Doubles ; 3B = Triples ; 
HR = Coup de circuit ; RBI = Points produits ; SB = Buts volés ; BA = Moyenne au bâton.